# كلوديا أوكتافيا

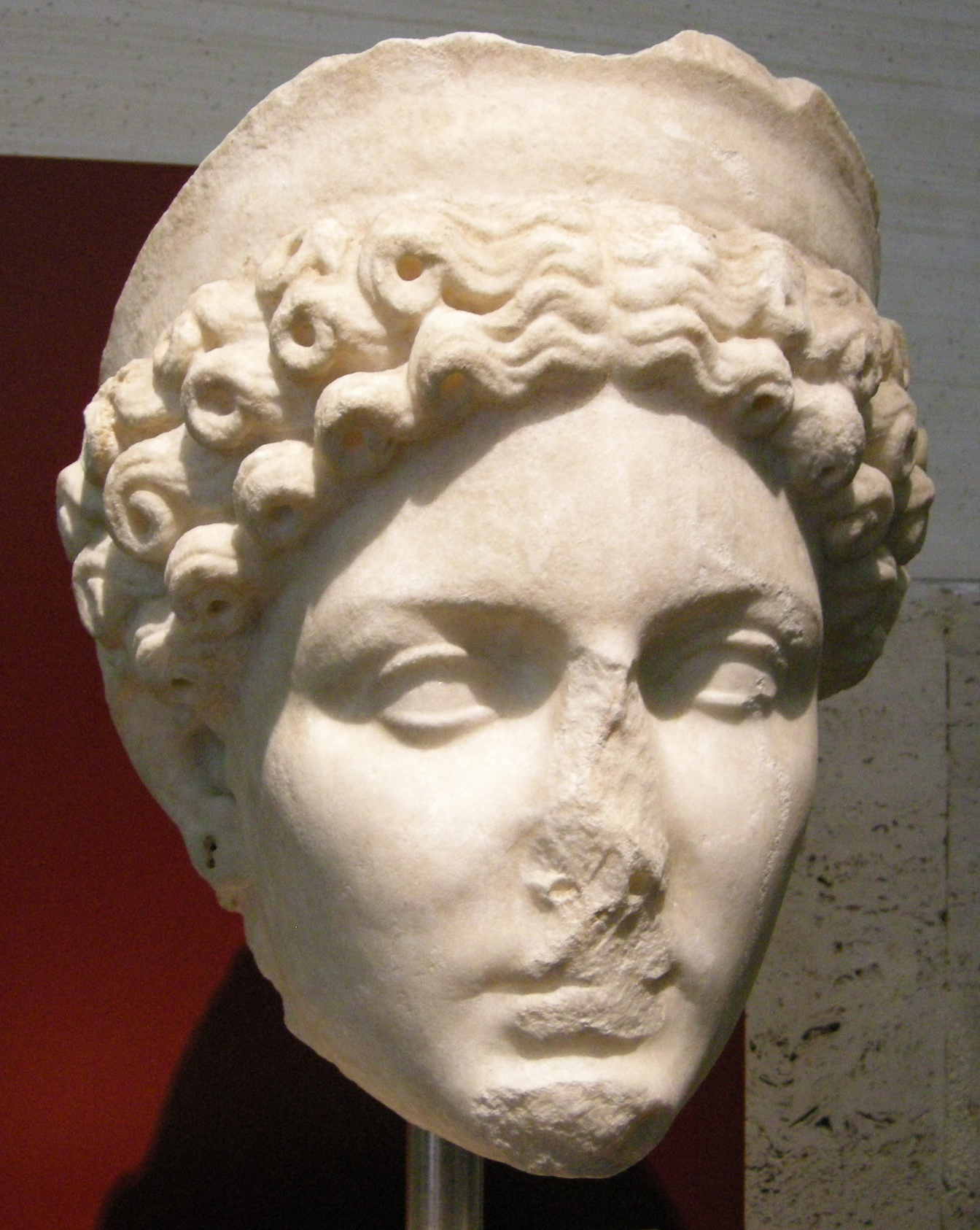
تمثال وجه كلوديا أوكتافيا في متحف روما الوطني.

كلوديا أوكتافيا أو أوكتافيا نيرأونيس (باللاتينية CLAVDIA•OCTAVIA) (ولدت في نهاية عام 39 أو 40 –توفيت 9 يونيو 62). وهي أخت غير شقيقة للإمبراطور الروماني نيرون، وهي أول امبراطورة رومانية.

## حياتها

### عائلتها
أوكتافيا هي الابنة الوحيدة لفلاريا ميسالينا الإمبراطورية الرومانية، وتزوجت بابن عمها كلوديوس الثالث الإمبراطور الروماني. وقد سميت باسم كلوديا أوكتافيا نسباً إلى جدتها التي تكون الأبنة الكبرى للإمبراطور أغسطس.

### حياتها المبكرة
ولدت كلوديا أوكتافيا في روما.وعندما كانت طفلة صغيرة فقد قام والدها بخطبتها لسيوس سيلانوس توركاتيس الأمبراطور المستقبلى والمنتمى لعائلة أغسطس.

### انهيارنيرو
وقد عدمت والدة كلوديا أوكتافيا في عام 48 م، وذلك في مؤامرة خططت ضد والدها. وقام والدها للمرة الثانية بتزويج كلوديا مرة أخرى بأبن اخيه وابن عمها من الدرجة الأولى. وبعد زواجها بالشاب اجربينا فقد انجبوا بأول طفل لهما وهو لوسيوس دوميتوس أهينوباربوس (الإمبراطور المستقبلى نيرو). وقام بعدها الشاب أجربينا بأفساد الخطبة الواقعة بين أوكتافيا لوسيس بالخطط والمكايد. وبعد ان خططت كلوديا بأن تجعل أبنها نيرو هو ولى العرش والوريث الوحيد لها وللحكم قرر الزواج في 9 يونيو عام 53 .وبأتمام التسوية والاتفاق تمت عملية الزواج.

### حياتها كأمبراطورة
توفى كلوديوس في 13 أكتوبر 54 م، فقد قامت كولديا بوضع السم لبيريطانيوس وهو الاخ الغير شقيق لنيرو من اجل ان يتولى ابنها العرش.وبعدها غضب تاسيتوس كثيرا من أوكتافيا بسبب قيامها بهذا الفعل، ولكن عندما كان زوجها بجانبها فقد تعلمت اخفاء هذه المشاعر والمكايد.
وقد وقعت الكثير من المشاكل بين اوكتافيا وبين نيرو ووالدته وانتهت بمقتل والدته، واسفر ذلك عن وقوع العديد من المجادلات والصراعات.
على الرغم من تقدير وحب شعب روما الكبير إلى الامبراطورة الا انهم حزنوا كثيرا يوم زواجها. أوكتافيا «الأرستقراطية والزوجة العفيفة» (كلمات تاسيتوس)، كانت تكره نيرو. (ووفقا إلى تاسيتوس وسوتونيس) قد حاولت طعنه، (ووفقا إلى سوتونيوس) فقد دخل في علاقة مع بوببيا سابينا بعد علاقته مع المراة مسماة بأكت. واصبحت بوببيا حامل من نيرو، فقد أطلق عليها النيران وبعدها تطلق نيرو من أوكتافيا. وبعد الطلاق بعد 12 يوم تزوج بأوبيبا.

### المنفىوالموت
وبعد ذلك قام كل من نيرو وبوبيبا بسجن أوكتافيا بسبب تهمتها بأرتكاب الزنا، وسجنوها بجزيرة باندتيرا (فينتوتيني الجديدة). وبعدما اشتكت اوكتافيا من هذا التعامل والسجن فقد أدى كثرة تعذيبها إلى اصابتها بمرض الايدز والموت بسببه.
وقد كان منفسى أوكتافيا خارج روما، ولكن بدأت بعدها زيادة الاحتجاجات لاخراج أوكتافيا بصوت عالى. وقد زينت تماثيل أوكتافيا بالورود في كل الشوارع وعملوا بذلك على أعادة ذكراها. وقد قبل نيرو بسبب خوفه الهائل بالزواج من أوكتافيا مرة أخرى، ولكن بسبب تدخل بوبيبا اجبرته على التوقيع على أمر قتلها.
وبعد بضعة أيام ارتبط بأوكتافيا، ووضح انها انتحرت اثناء افتتاح طقوس الانتحار الرومانى التقليدى.وقد كانت دهشتها كبيرة حيث كان تدفق الدم كان بطئ، وقد قتلت مخنوقة في حمام بخار حار جدا. وقعطت بعدها رأس اوكتافيا وأرسلت إلى بوبيبا. وقد خنقت وحزنت روما كلها على موت كلوديا أوكتافيا. وبعدها بسنوات بدأت سوتونيوس والدة نيرو برؤية كوابيس تتعلق بأوكتافيا.

### أوكتافيافيالأدب
وقد مثلت قضية طلاقها في دراما سميت بأوكتافيا والتي مثلتها وكتبتها الشابة سينيكا. وبعد ذلك في العصور التالية اوبرا هاندل كايب وقاموا بتمثيل شخصية نيرو وكلوديا ومونتيفيردى أونكرزيانو المعرروفة بأسم بوبيبا. وعرضت شخصية أوكتافيا من خلال سلسة روايات وفي التلفزيون، وظهرت شخصية كلوديوس والله كلوديوس في سلسلة في التلفزيون والرواية.